# 657
657(육백오십칠)은 656보다 크고 658보다 작은 자연수다.

## 수학
- 합성수로, 그 약수는 1, 3, 9, 73, 219, 657이다. 진약수의 합은 305이므로, 657은 부족수다.
- 9번째 이십각수다. 앞의 이십각수는 512, 다음은 820이다.
- {\displaystyle 657=9^{2}+24^{2}}
  - 연속하는 두 구각수의 제곱합으로 나타낼 수 있는 수다. 이 성질을 지닌 앞의 수는 82, 다음 수는 2692이다.
- {\displaystyle 2^{18}-1}은 657로 나누어떨어진다.

## 과학
- NGC 657(영어판): 카시오페이아자리 방향에 있는 산개성단.
- 657 구늘뢰트(영어판): 소행성.

## 군사
- U-657(영어판): 제2차 세계 대전에 사용된 나치 독일의 군용 잠수함.

## 문화유산
- 대한민국의 보물 제657호: 서울 삼천사지 마애여래입상

## 방송
- AM 657kHz: KBS 제1라디오 사농 송신소의 주파수.

## 기타
- 연도: 657년, 기원전 657년